# Fahrkarte ins Jenseits
Fahrkarte ins Jenseits (Originaltitel: Decision at Sundown) ist ein US-amerikanischer Western unter Regie von Budd Boetticher aus dem Jahr 1957.

## Handlung
Bart Allison war Farmer, bevor er in den amerikanischen Sezessionskrieg berufen wurden. Nach dem Krieg kommt er zurück und muss feststellen, dass seine Frau Selbstmord begangen hat. Er macht den windigen Tate Kimbrough dafür verantwortlich, da dieser eine Affäre mit Barts Frau während dessen Abwesenheit hatte. Gemeinsam mit seinem Freund Sam zieht Bart Allison los, um Tate Kimbrough aufzuspüren und sich zu rächen.
Kimbrough lebt mittlerweile in dem kleinen Städtchen Sundown, wo er durch Geschick und Gewalt die wirtschaftliche Macht übernommen hat. Bart Allison platzt mitten in die Trauungszeremonie von Kimbrough und Lucy Summerton, einer angesehenen Tochter der Stadt. Die Trauung wird durch den Zwischenfall unterbrochen.
Bart bedroht Kimbrough, erschießt ihn aber nicht gleich in der Kirche, sondern zieht sich in ein Lagerhaus zurück. Dort verschanzt er sich und wird von Kimbroughs Leuten unter Druck gesetzt. Für Bart und Sam sieht die Situation hoffnungslos aus. Sam versucht, den Freund zur Aufgabe und zum Verlassen der Stadt zu überreden. Er konfrontiert Bart außerdem damit, dass dessen Frau nicht so unschuldig war, wie dieser es idealisiert – sie habe weitere Affären in seiner Abwesenheit gehabt. Bart will dies nicht glauben, lässt aber Sam abziehen.
Als dieser unbewaffnet erschossen wird, ergreift Dr. John Storrow, der in Lucy Summerton verliebt ist, die Initiative. Er fordert von den Bürgern der Stadt endlich Gegenwehr gegen den Gangster Kimbrough. Die Bürger lassen sich überreden und entwaffnen die Männer Kimbrouhgs, so dass es jetzt zu einem fairen Duell zwischen dem Kimbrough hörigen Sheriff und Bart Allison kommen kann. Es zeigt sich schnell, dass Allison überlegen ist.
Nachdem der Sheriff tot ist, will sich Kimbrough dem Kampf mit Allison stellen. Als es zum Showdown mit Allison kommt schießt Kimbroughs Geliebte Ruby, die um sein Leben fürchtet, ihm aus einem Hinterhalt in die Schulter, um einen Kampf unmöglich zu machen. Danach verlässt sie mit ihm die Stadt. Auch Allison verlässt  die Stadt, die nun wieder in Frieden leben kann.

## Hintergrund
Fahrkarte ins Jenseits gehört zu einer Reihe von Western, die Budd Boetticher mit Randolph Scott als Helden Ende der 1950er Jahre kostengünstig inszeniert hat und Scott am Ende seiner Karriere als gealterten Westernhelden zeigt.

## Kritiken
- Reinhard Weber (Hrsg.) urteilt: „Fahrkarte ins Jenseits ist eine kleine Studie über einen verblendeten Rächer.“[1]
- WDR: „Budd Boetticher hat als Western-Regisseur diesem Genre eine ganz eigene Note gegeben. ‚Fahrkarte ins Jenseits‘ gehört zu seinen besten Filmen. Hauptdarsteller ist hier wie in den meisten Boetticher-Western Randolph Scott. Ihm gelangen in der Zusammenarbeit mit dem Regisseur immer wieder differenzierte Gestalten, die das Klischee des Western-Helden weit hinter sich lassen.“
- Lexikon des internationalen Films: „Ein Cowboy verfolgt einen Bösewicht, der seine Frau verführt und ihren Selbstmord verschuldet hat, und befreit gleichzeitig eine Kleinstadt von ihrem Unterdrücker. Psychologisch überfrachteter, aber origineller und spannender B-Western von Boetticher / Scott.“[2]
- Joe Hembus urteilt, dem Film werde „nach einem vielversprechenden Anfang […] der Boden unter den Füßen weggezogen.“ Der Held taumele nur noch als „lächerliche Figur“ herum.[3]
- Phil Hardy stellt fest, der Film habe eine „dunklere Stimmung“ als alle anderen Western Boettichers. Scott erinnere in seiner Besessenheit an die Figuren, die James Stewart in Anthony Manns Western spielte.[4]
- Evangelischer Filmbeobachter: „Durchschnittlicher Western, in dem sich ein Mann an dem Verführer seiner Frau rächen will und erfahren muß, daß er sich in seiner Frau getäuscht hat. Für Erwachsene möglich.“[5]